# Коледа в хармония
„Коледа в хармония“ (на английски: Holiday Harmony) е американска коледна романтична комедия от 2022 г. на режисьора Шон Пол Пичино, сценарият е на Лорън Суикард и Кристофър Джеймс Харвил, а продуценти са Али Афшар, Даниел Аспромонте и Лорън Суикард. Във филма участват Аналийз Сеперо, Джеръми Самптър и Брук Шийлдс. Филмът е пуснат в стрийминг платформата HBO Max на 24 ноември 2022 г., заедно с „Коледна мистерия“.

## Актьорски състав
- Аналийз Сеперо – Гейл[8]
- Джеръми Самптър – Джеръми[8]
- Брук Шийлдс – Ван[8]
- София Рийд-Ганцърт – Сара[8]
- Райдър Франко – Джони[8]
- Ричард Пери – Бенджамин[8]
- Джордън Кюре – Розмари[8]
- Кейдън Франко – Джеф[8]
- Карла Хименез – Рейчъл[8]
- Морган Харвил – Скарлет[8]
- Сет Колтан – господин Тейлър[8]
- Калвин Сийбрукс – Майлс[8]
- Ейми Браун – Ейми Браун[8]
- Майкъл Уайзман – Ейб[8]
- Сисаний – Сисаний[8]
- Боби Макгий – директор Стенли[8]
- Джена Ан Джонсън – Уокър[8]
- Лорън Суикард – Лила[8]
- Тефи Песоа – Луна[8]
- Майкъл Боу – Йоло[8]
- Шон Пол Пичино – Ди Джей[8]
- Марко Декман – iHEART PA[8]
- Джони Афшар – Кайл А[8]
- Тони Пантера – Пийт А[8]
- Брин Кърланд – Лили[8]
- Ариел Ротман – Мисти[8]
- Оливия Блу – Лекси[8]
- Деймън Дейтън – човек с коледна елха[8]